# Нагаєв Руслан Сейранович
Руслан Сейранович Нагаєв (нар. 7 червня 1964, м. Ленінськ, Андижанська область, Узбецька РСР) — кримськотатарський громадський активіст. Переслідується окупаційною владою Криму.

## Життєпис
Нагаєв Руслан Сейранович народився 7 червня 1964 року в місті Ленінськ Андижанської області в Узбекистані.
У 1977 році, коли Руслану було 13 років, він з родиною переїхав до Криму в село Уляновка (Султан-Сарай) Білогірського району. У 1981 році Руслан закінчив школи в Білогірську і вступив у мореплавну школу в Кронштадті, Російська Федерація, потім до 1985 року служив на допоміжному флоті ВМФ СРСР. Після закінчення училища Руслан Нагаєв три роки служив у флоті за фахом — судновим електриком. З 1985 року працював на риболовецьких судах на Далекому Сході. З 1987 року брав активну участь у громадському житті кримськотатарського народу. У 1990 році переїхав до села Малоріченського Алуштинського району.
Після розпаду СРСР, в 1992 році був прийнятий на роботу в ДП «Малоріченське» черговим електриком. У 1992 році одружився з Алієвою Заремою Енверівною. В цьому ж році переїхав з Білогірська в село Малоріченське в Алушті, куди потім перевіз матір і брата. З 1994 року працював в літній сезон в Ялтинському морському порту — проводив теплохідні екскурсії.
З 1999 року працював в «Інтеррибфлоті» в Севастополі, також був моряком на риболовецькому судні в Атлантиці. З 2000 року проводив теплохідні екскурсії.
З 2015 року заміняв чинного імама мечеті в селі Малоріченське — проводив колективну п'ятничну молитву. З 2017 року на прохання мусульманської громади села Малоріченське виконував обов'язки імама мечеті, також проводив похорони, поминальні та святкові молебні.

## Кримінальне переслідування
10 серпня 2019 року Руслан Нагаєв був затриманий співробітниками ФСБ після того, як в його домі в с. Малоріченське Алуштинського району було проведено обшук. 11 серпня де-факто Київський районний суд Сімферополя обрав Руслану Нагаєву запобіжний захід у вигляді тримання під вартою у зв'язку з підозрою у в участі в забороненій в Росії політичній організації Хізб ут-Тахрір (ч. 2 ст. 205.5 КК РФ «Участь в діяльності терористичної організації»). Нагаєву загрожує покарання у вигляді позбавлення волі строком до 20 років.
Адвокат Руслана Нагаєва, Іслям Веліляєв, заявив, що його підзахисний «вважає, що ці переслідування пов'язані з тим, що він був представником релігійної громади Алушти», а також інциденту з відключенням світла в мечеті Алушти, спричиненого невизначеністю щодо того, у кого в підпорядкуванні залишиться мечеть — у підконтрольного окупаційній владі Державного управління мусульман Криму чи у релігійної громади Алушти.

## Сім'я
Дружина — Зарема; дві доньки — Севіль (1994 року народження) та Аділє (1996 року народження).